# Niecierpek gruczołowaty

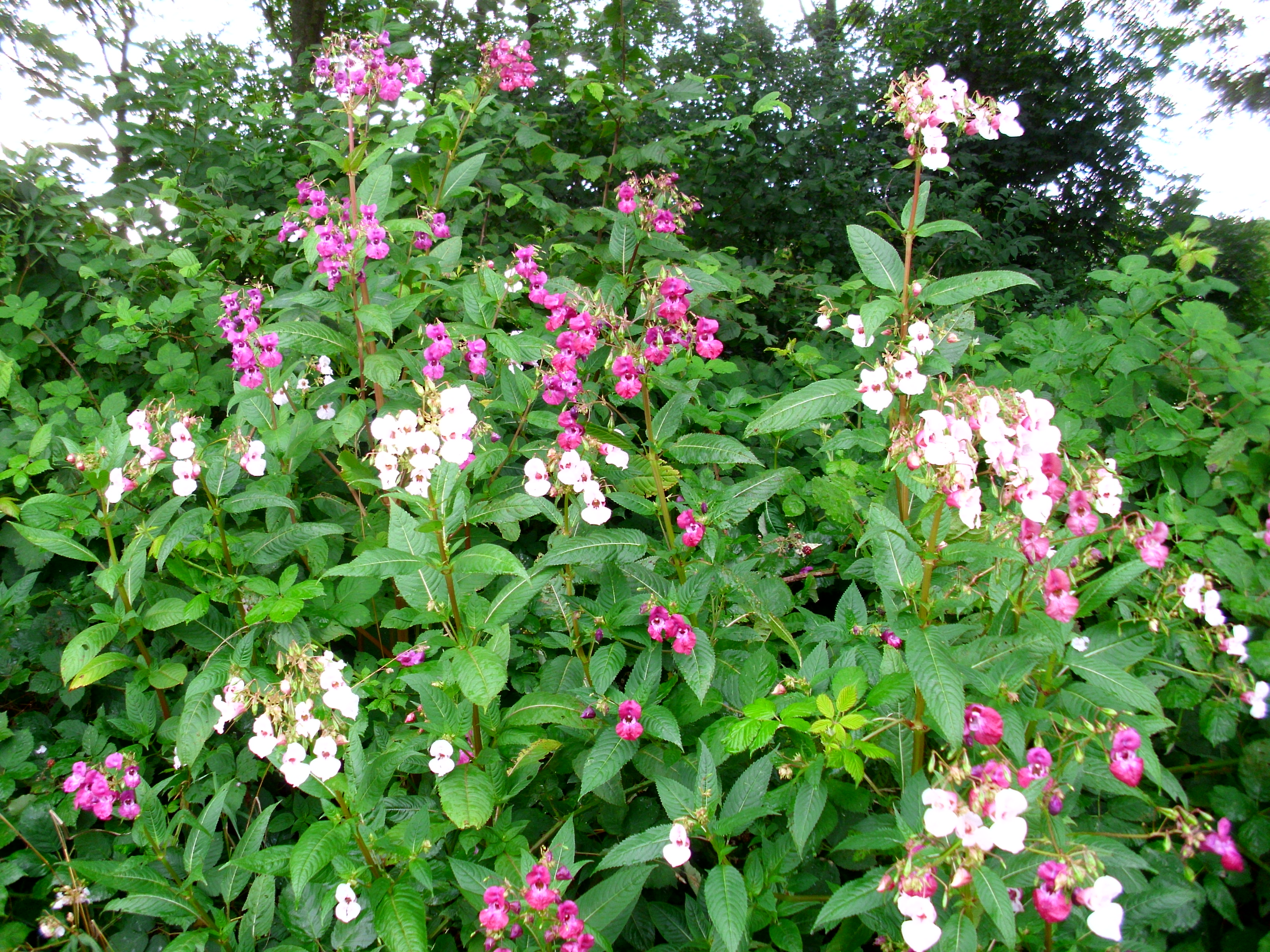
Różnobarwne kwiaty

Niecierpek gruczołowaty, n. himalajski, n. Roylego (Impatiens glandulifera) – gatunek roślin należący do rodziny niecierpkowatych. Występuje naturalnie w zachodniej części Himalajów. Introdukowany został do innych krajów Azji, do Europy i Ameryki Północnej, gdzie stał się uciążliwym gatunkiem inwazyjnym, także w Polsce. Rosnąc masowo, zwłaszcza na terenach aluwialnych w dolinach rzek, przyczynia się do ograniczenia ich różnorodności biologicznej. Rozpowszechniony został i wciąż uprawiany jest jako roślina ozdobna i miododajna. Jest najwyższą w Europie rośliną jednoroczną.

## Rozmieszczenie geograficzne
Występuje w stanie dzikim w Azji środkowej, w zachodnich Himalajach – na obszarze od pakistańskiej prowincji Chajber Pasztunchwa, poprzez Kaszmir, po Kumaon (wschodnia dywizja stanu Uttarakhand) w Indiach. Gatunek podawany jest także z zachodniego Nepalu. Rośnie w górach na rzędnych od 1600 do 4300 m n.p.m.
Jako roślina ozdobna zawleczony został i stał się gatunkiem inwazyjnym na różnych kontynentach. Sprowadzony do Europy po raz pierwszy został w 1839 z Kaszmiru do Anglii (Kew Gardens) (później jeszcze co najmniej dwukrotnie rośliny z różnych lokalizacji w obrębie pierwotnego zasięgu trafiały do Anglii), i w ciągu dekady trafił do różnych ogrodów w kontynentalnej Europie. Zaobserwowany został jako roślina zdziczała po raz pierwszy także w Anglii w 1855 i 1859. W kontynentalnej Europie stwierdzony został jako inwazyjny ok. 1900 roku. W ciągu XX wieku rozprzestrzenił się, stając się w wielu krajach gatunkiem szeroko rozpowszechnionym, przy czym szczególnie szybko zaczął się rozprzestrzeniać od lat 60. XX wieku. Na północy osiągnął koło podbiegunowe, przy czym północną granicę jego zasięgu wyznacza długość sezonu wegetacyjnego (ocieplenie klimatu pozwala na powiększanie obszaru inwazji). Na zachodzie sięga do Hiszpanii, Francji i Irlandii, na południu rośnie w krajach alpejskich, w Chorwacji, na Węgrzech i Ukrainie. W górach europejskich rośnie do 1200 m n.p.m. we wschodnich Alpach, do 210 m n.p.m. w Wielkiej Brytanii i ok. 800 m n.p.m. w polskich Karpatach. W wielu krajach uważany jest za jeden z najbardziej inwazyjnych gatunków (np. w Szwecji w pierwszej piątce, w Polsce i Wielkiej Brytanii w pierwszej 20). Ekspansji gatunku sprzyjać ma globalne ocieplenie.
Na ziemiach współczesnej Polski rejestrowany od 1890 roku, kiedy stwierdzony został w rejonie Sudetów. Później rozprzestrzenił się, głównie wzdłuż rzek. W początkach XXI wieku był rozpowszechniony w całym kraju, przy czym częściej spotykany jest na południu.
Poza Europą, gatunek został introdukowany i rozprzestrzenia się w Ameryce Północnej, Azji i Nowej Zelandii. W Ameryce Północnej rośnie w Kanadzie zachodniej (Kolumbia Brytyjska), środkowej (Manitoba, Ontario, Saskatchewan) i wschodniej (Quebec (pierwsze pojawienie w Kanadzie w 1901), Nowa Szkocja, Nowy Brunszwik, Wyspa Księcia Edwarda i Nowa Fundlandia), w Stanach Zjednoczonych – na zachodzie (Waszyngton, Oregon, Montana, Idaho i Kalifornia) oraz na północnym wschodzie (od Michigan poprzez Nowy Jork do Maine). W połowie XX wieku notowany był na kontynencie amerykańskim jako okazjonalny uciekinier z upraw. Na przełomie XX i XXI wieku zadomowił się już w USA i Kanadzie, choć nie jest tu jeszcze tak inwazyjny jak w Europie. W Azji rośnie we wschodniej Syberii i na rosyjskim Dalekim Wschodzie oraz na japońskiej wyspie Honsiu.

## Morfologia
ŁodygaOsiąga zwykle do 2,5 m, czasem do 3 m wysokości. Jest naga, w węzłach i w dole zgrubiała (do 5 cm), dęta, połyskująca, zwykle ciemnoczerwono nabiegła. Gałęzista w górnej części, dołem jest bezlistna.
KorzenieKorzeń pierwotny rozwija się w kilka (do 4) walcowatych korzeni o średnicy do 3 mm. System korzeniowy tworzą głównie liczne (zwykle ponad 100) i mięsiste korzenie przybyszowe osiągające ok. 15–20 cm długości. Wyrastają one gęsto z najniższej części łodygi i koncentrycznie z kilku dolnych węzłów nad poziomem gruntu. Korzenie boczne wyrastające z korzeni przybyszowych są kluczowe dla pozyskiwania zasobów z gleby. W sumie korzenie sięgają w głąb gruntu na 10–50 cm. Korzenie przybyszowe mogą rozwinąć się z wyższych partii łodyg w przypadku ich przygięcia do gruntu lub uszkodzenia.
LiścieNaprzeciwległe lub po 3, rzadziej do 5 w okółkach, lancetowate do eliptyczno-jajowatych, osiągają od 5 do 18 cm długości i 2,5–7 cm szerokości. Brzeg liścia jest piłkowany, u nasady gruczołowato (gruczołki są pozakwiatowymi miodnikami). Na każdym brzegu liścia znajduje się 18–50 ząbków. Blaszka osadzona jest na ogonku o długości 3–3,5 cm.

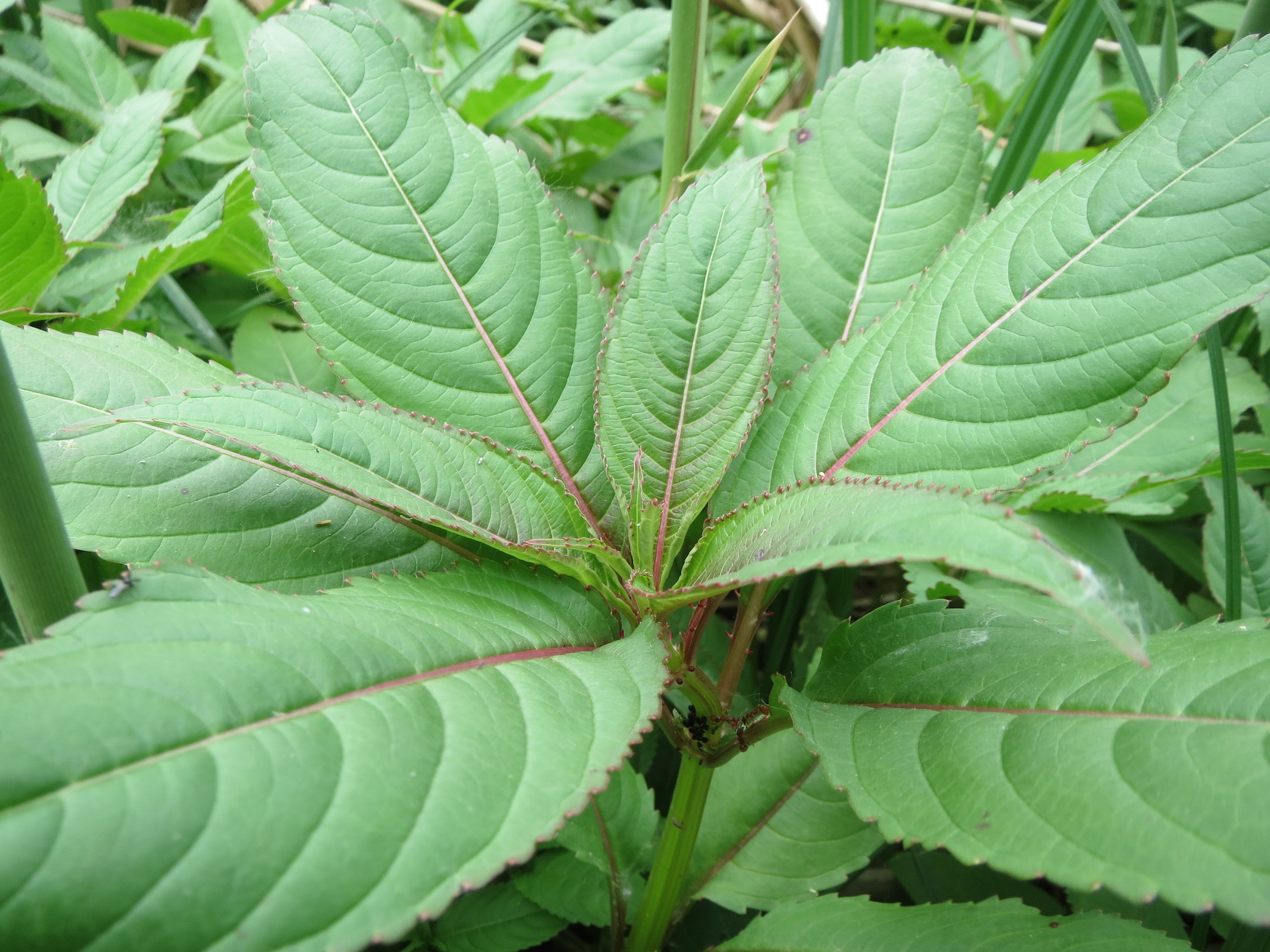
Ostro piłkowane liście
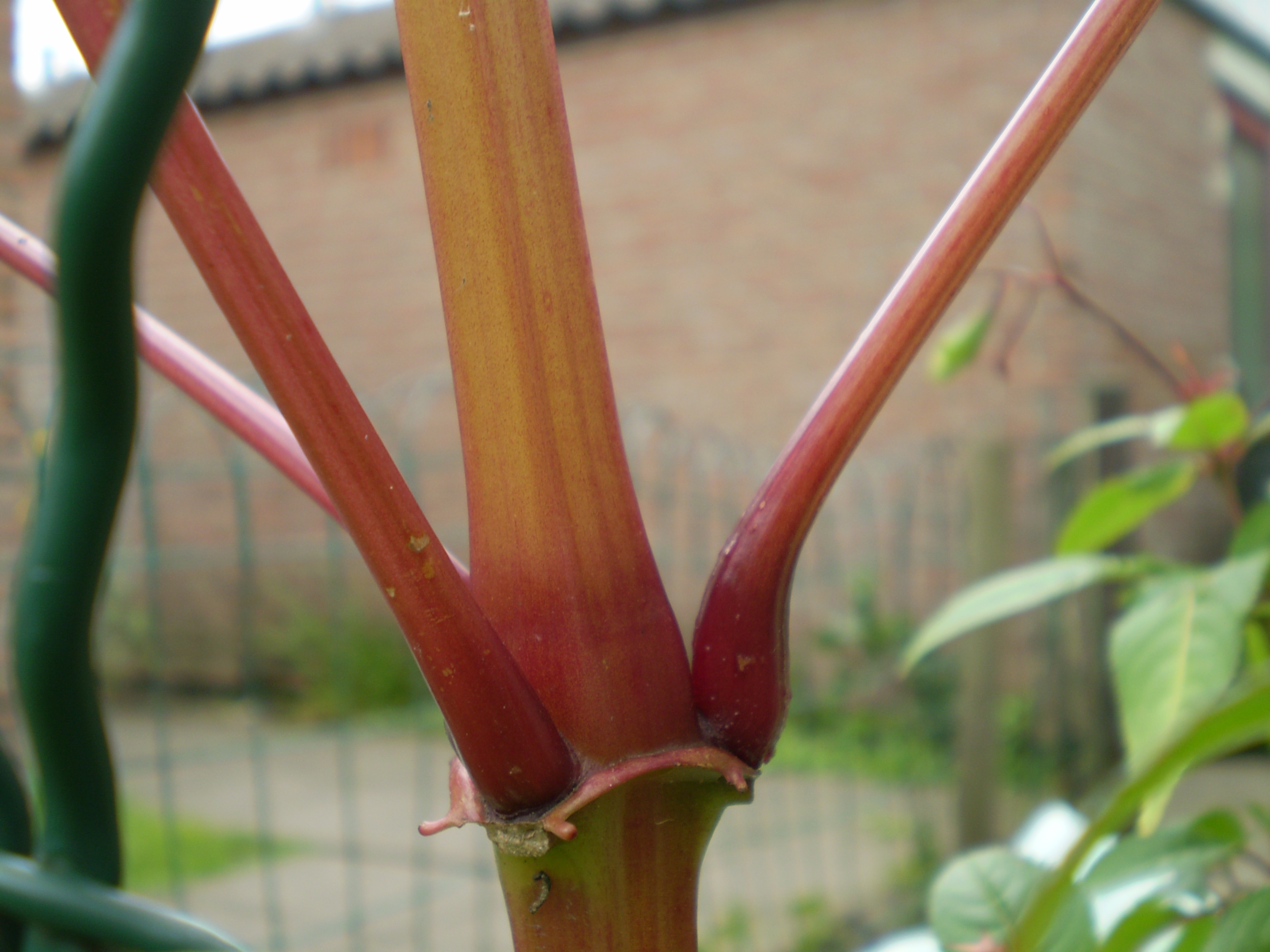
Naga i mięsista łodyga
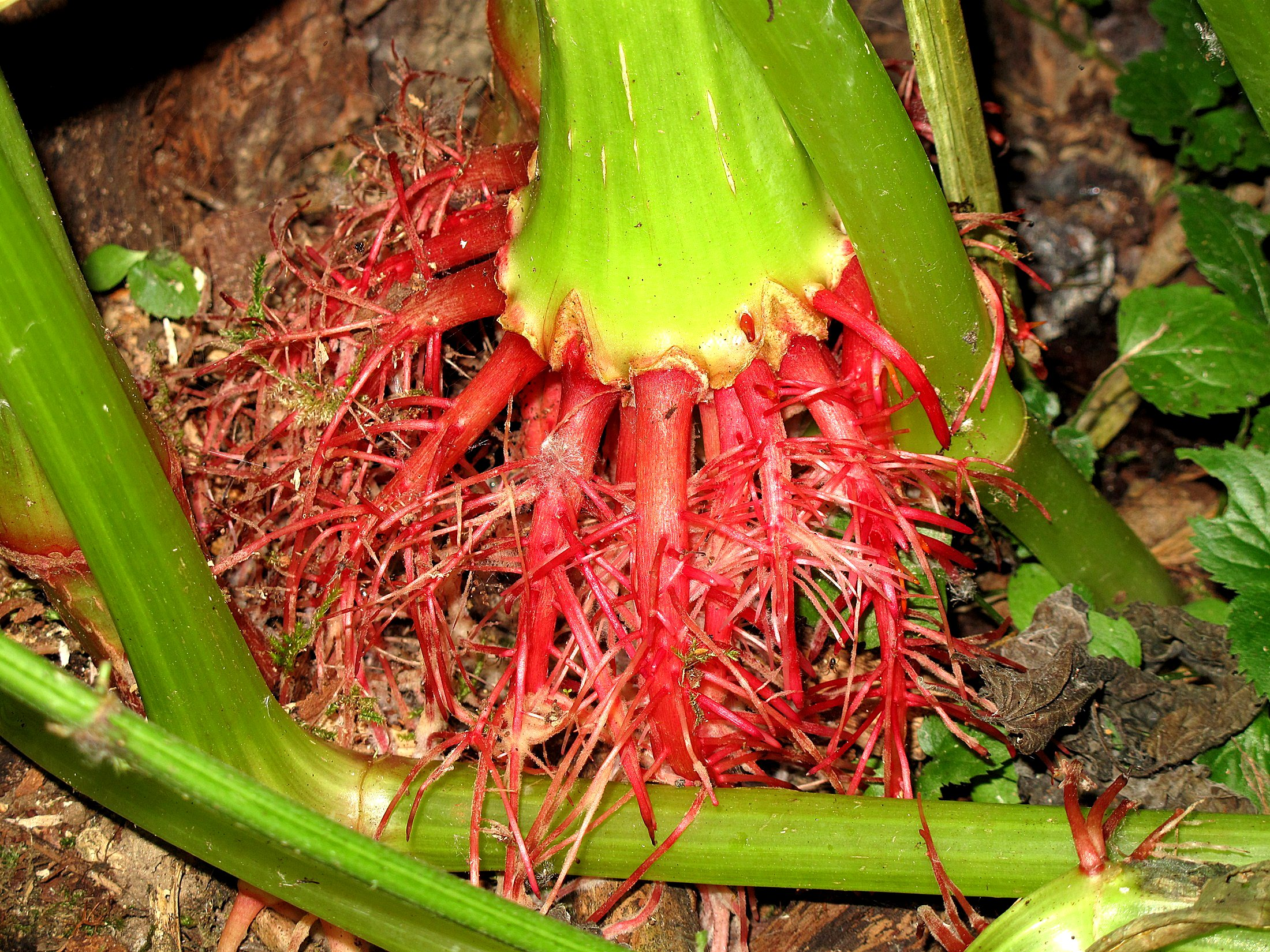
Liczne i krótkie korzenie przybyszowe

KwiatyZebrane po kilka do 14 w silnie skrócone grona. Kwiaty wyrastają na szypułkach o długości do 9 cm, wspartych lancetowatymi i eliptycznymi przysadkami o długości 7–8 mm (rzadko do 10 mm). Kwiaty mają 2,5–4 cm długości i są silnie grzbieciste. Działki kielicha są trzy. Dwie boczne są zielone lub w barwie płatków, skośnie sercowate. Dolna działka jest woreczkowato rozszerzona i w tylnej części wyciągnięta w niewielką (2–7 mm długości) i prostą ostrogę. Koronę tworzy pięć płatków. Górny jest hełmiasto wysklepiony, na grzbiecie z grzebieniem, na szczycie dwudzielny, ma ok. 12 mm długości. Boczne płatki są zrośnięte i nierówne, tworzą dolną wargę. Kwiaty są różowe, ale bardzo różnie wysycone barwą (od białej do ciemnobordowej). Pręcików jest 5. Ich nitki są krótkie i szerokie, pylniki są zrośnięte ze sobą i otaczają znamię. Zalążnia 5-komorowa, z zalążkami anatropowymi (odwróconymi).

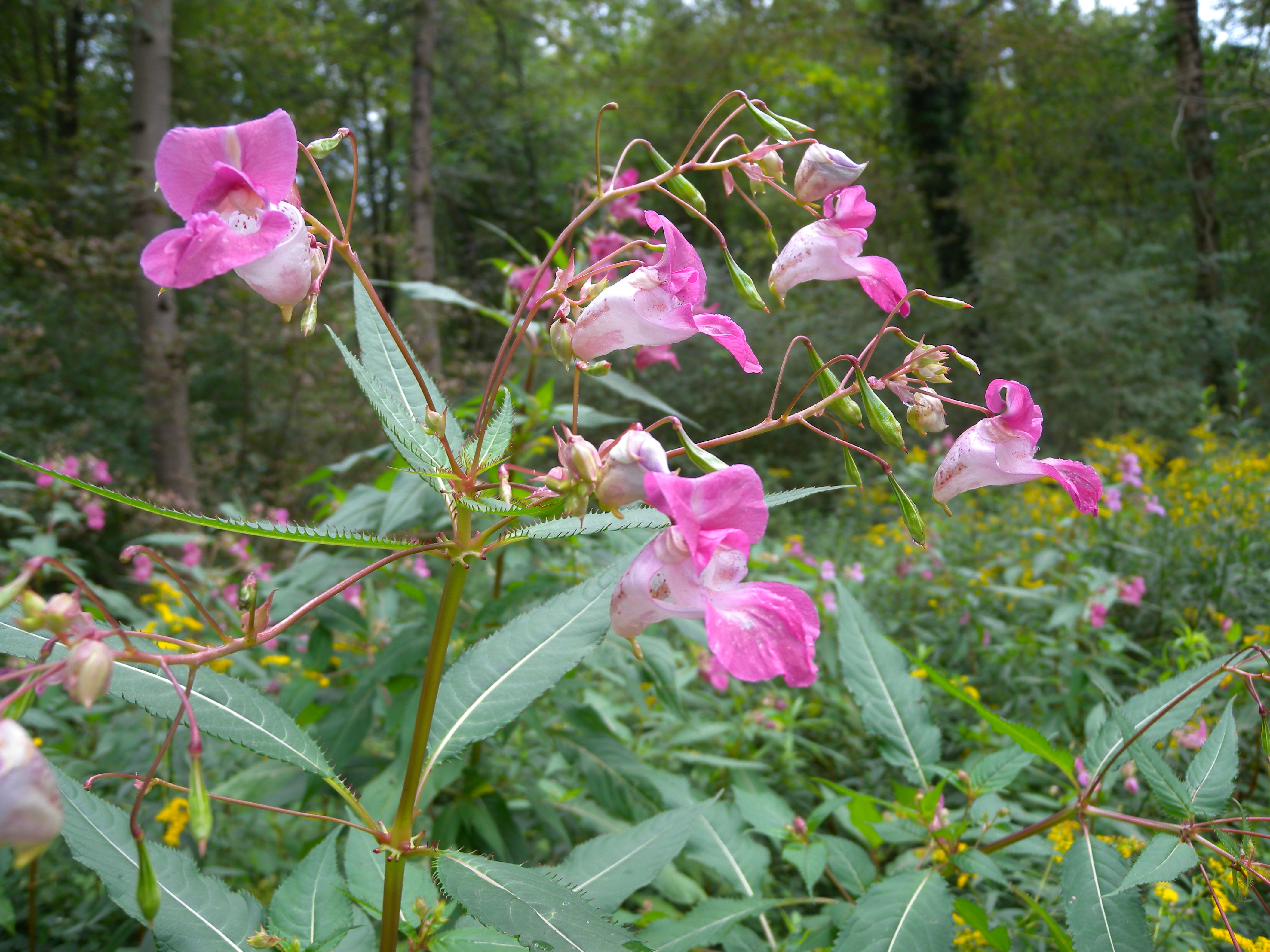
Kwiatostan
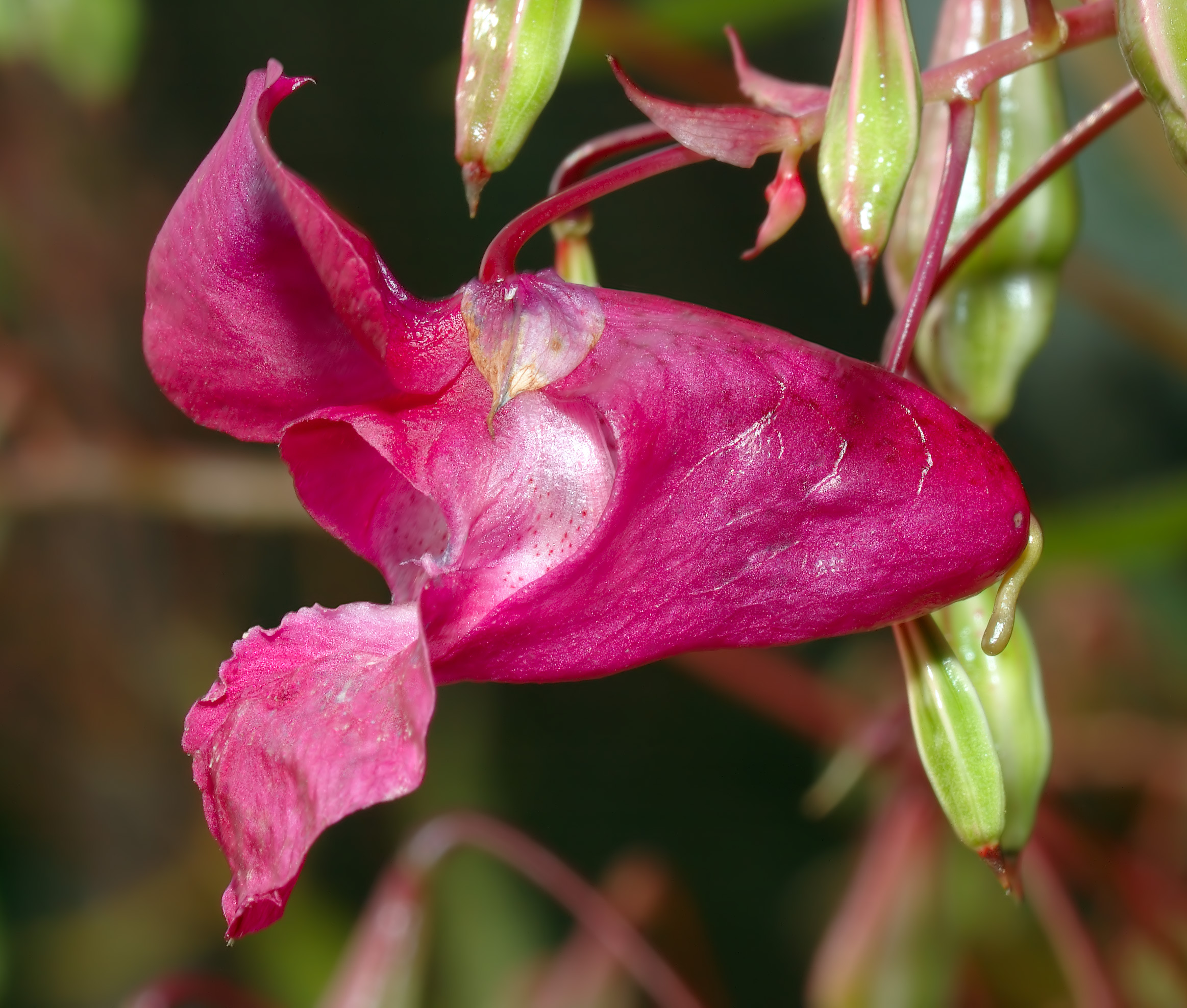
Kwiat
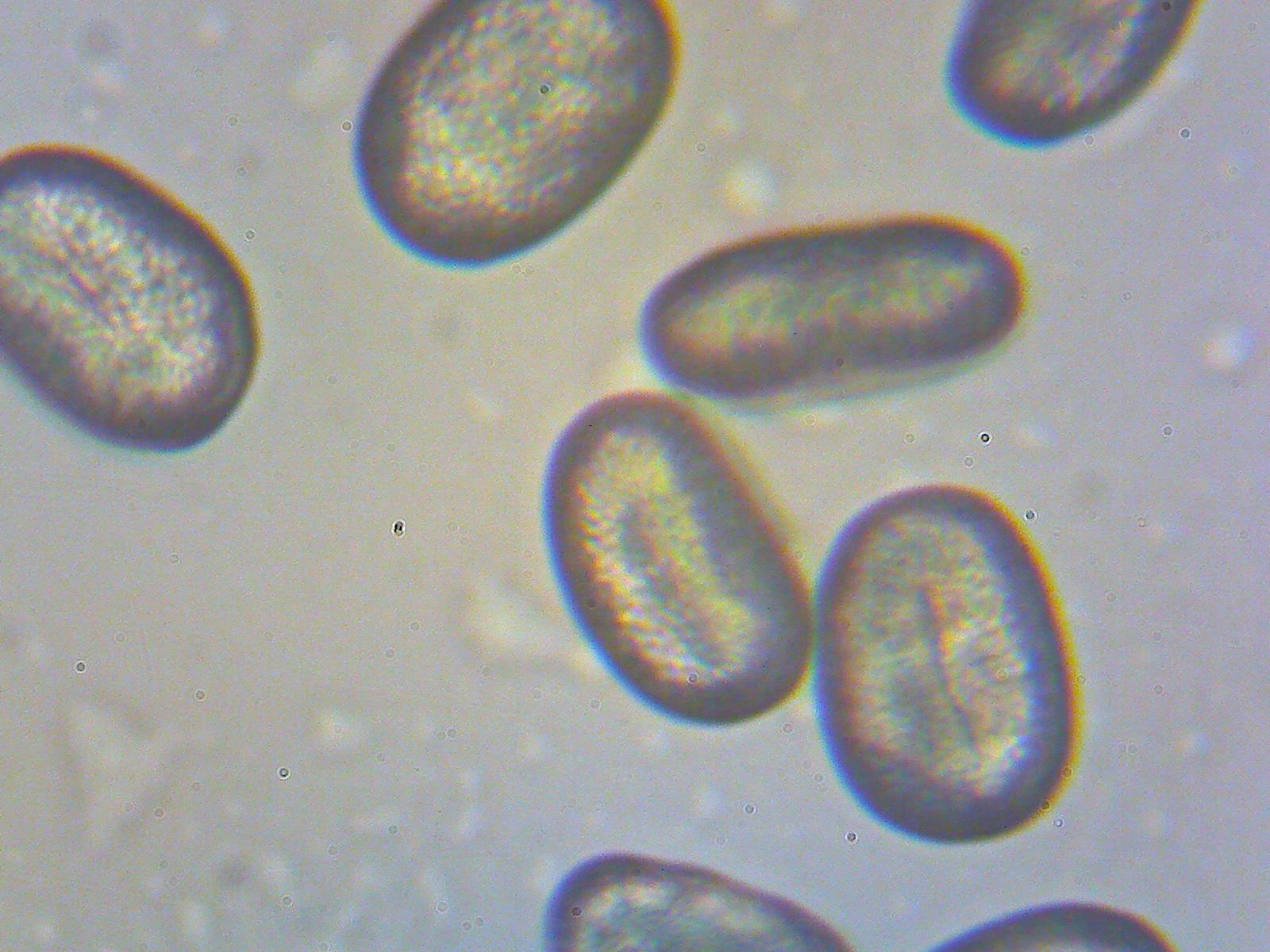
Ziarna pyłku

OwoceZwisające, lancetowate, soczyste i pękające torebki o długości 1,4–1,8 cm (w Europie do 3,5 cm). Otwierające się torebki zwijają gwałtownie klapki wyrzucając nasiona. Każda torebka zawiera do 16 kulistawych nasion o średnicy 4–7 mm i szerokości 2–4 mm, osiągających średnio 2,35 mg. Łupina nasienna jest pomarszczona, szarobrązowa do czarnej po dojrzeniu. Jedna roślina mateczna może wyprodukować w sumie do 800 nasion, czasem nawet 4000 nasion.
Gatunki podobneRoślina raczej trudna do pomylenia z innymi niecierpkami występującymi w Europie. Jest znacznie wyższa od żółto kwitnącego niecierpka pospolitego i pomarańczowo kwitnącego niecierpka pomarańczowego. Rzadko dziczejący niecierpek balsamina ma pojedyncze kwiaty i omszoną łodygę oraz owoce. W obszarze naturalnego występowania podobny wielkością Impatiens sulcata ma górne liście skrętoległe i karbowane, a owoce dłuższe – do 3 cm.

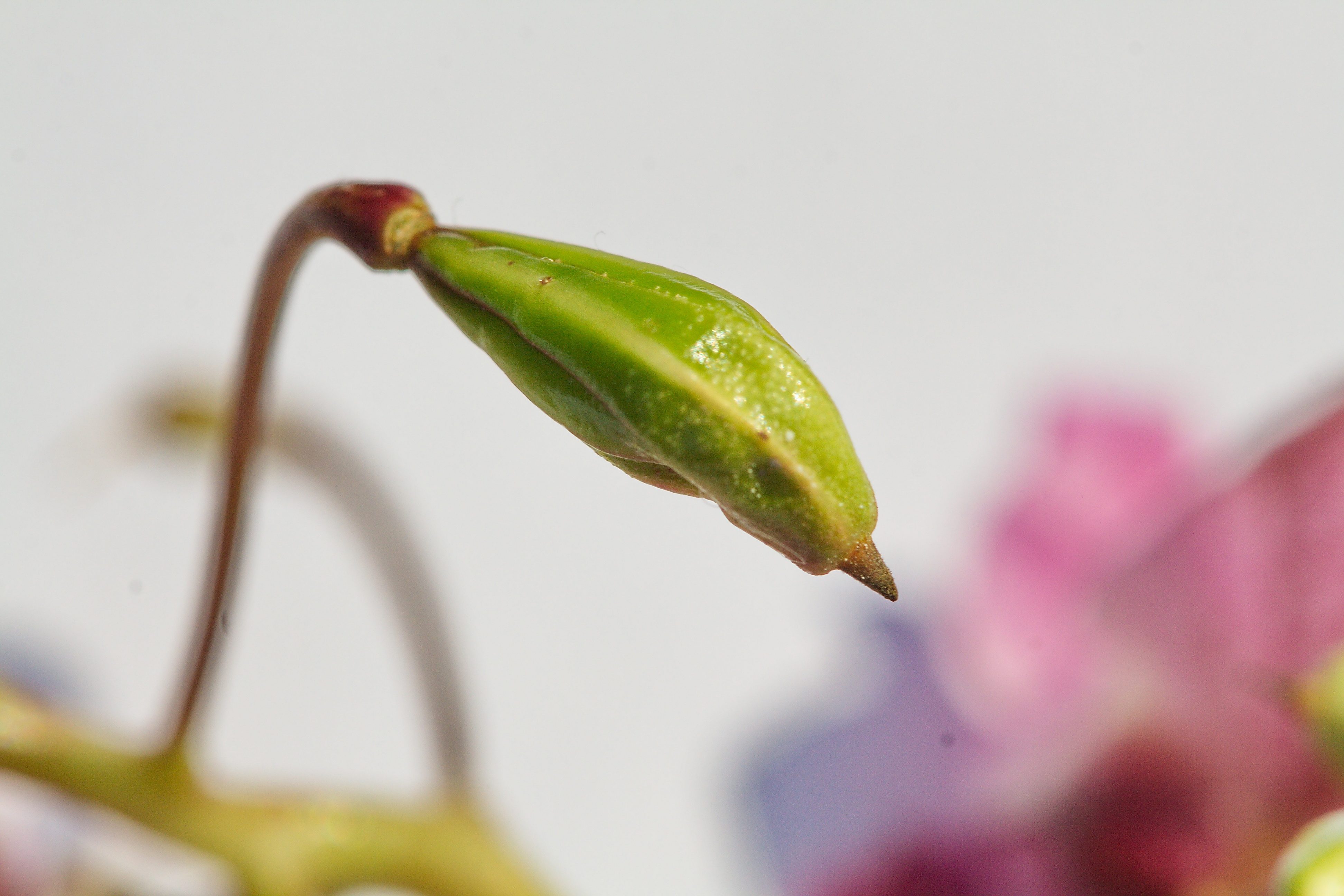
Dojrzały owoc
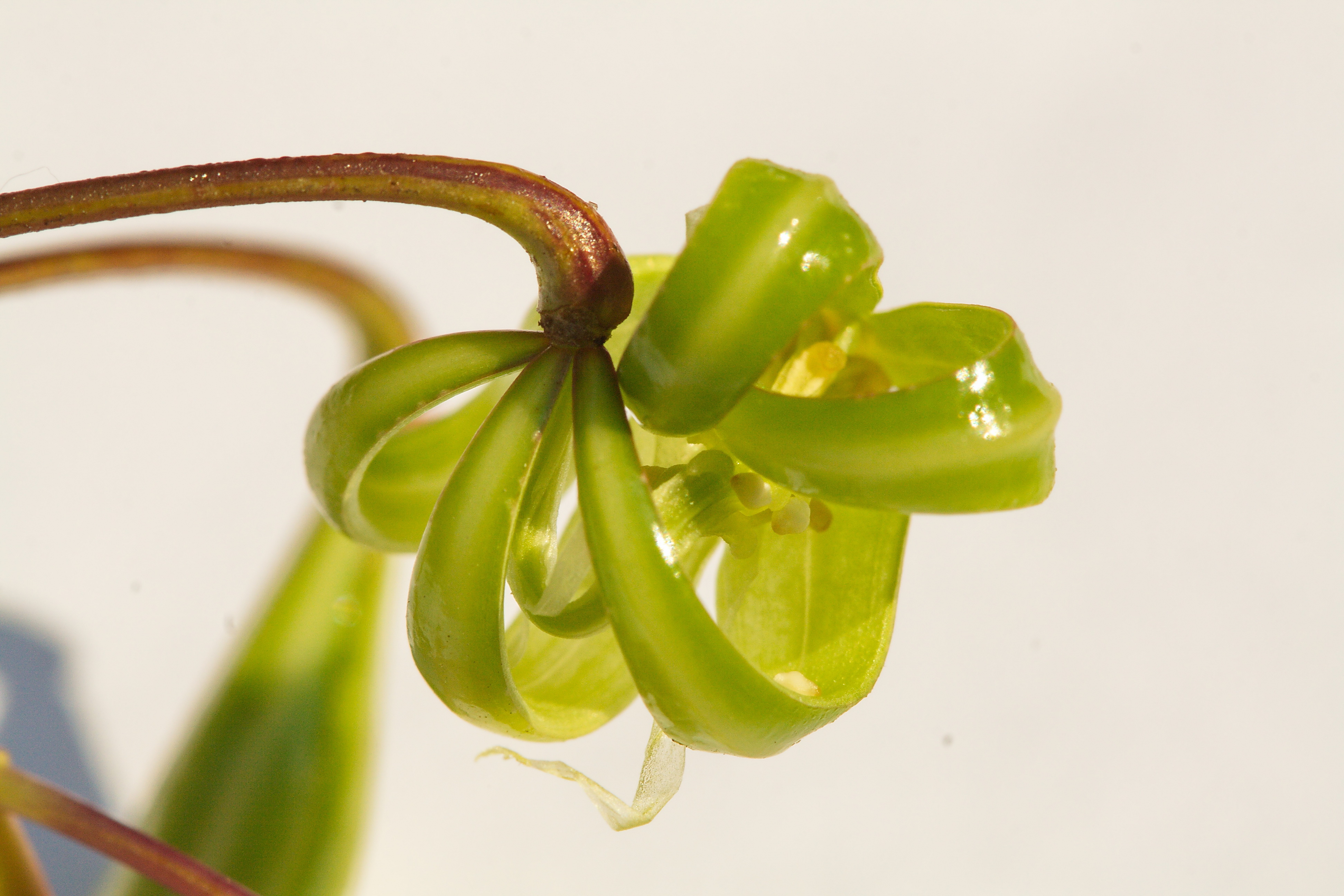
Owoc po wyrzuceniu nasion
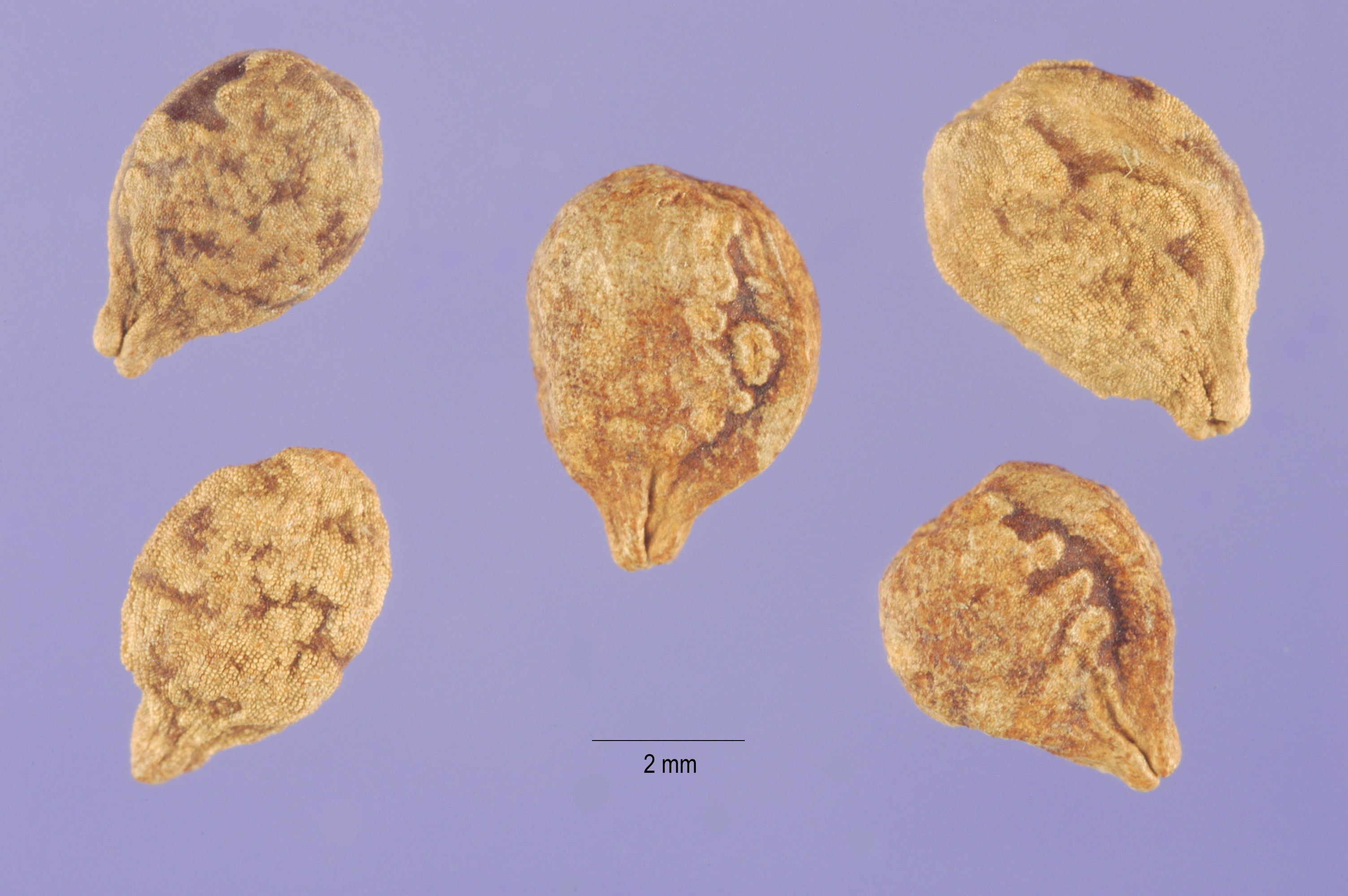
Nasiona

## Systematyka i nazewnictwo
Gatunek klasyfikowany do sekcji Sulcate obejmującej oprócz niego pięć gatunków z Himalajów i południowo-zachodnich Chin: I. amplexicaulis Edgew., I. sulcata Wall., I. chungtienensis Y.L.Chen, I. thomsonii Hook.f. i I. fragicolor Marq. & Airy.
Gatunek przedstawiony został po raz pierwszy naukowo i nazwę Impatiens glandulifera otrzymał w 1834 (ilustracja na tablicy 28 Illustrations of the botany and other branches of the natural history of the Himalayan Mountains: and of the flora of Cashmere autorstwa Johna Forbesa Royle (1799?-1858), opis ukazał się w roku kolejnym w tomie 1 tego dzieła). Nazwa opublikowana później w 1842 przez Wilhelma Gerharda Walpersa (Impatiens Roylei Walp. Rep. 1, 475 (1842)) została odrzucona jako nomenklatorycznie zbyteczna. Pozostałe, rzadziej spotykane synonimy tego gatunku to: Balsamina glandulifera (Royle) Ser., Balsamina macrochila Ser., Balsamina roylei (Walp.) Ser., Impatiens candida Lindl., Impatiens cornigera Hook., Impatiens glanduligera Lindl., Impatiens macrochila Lindl., Impatiens moschata Edgew., Impatiens royleana Payer.

## Biologia

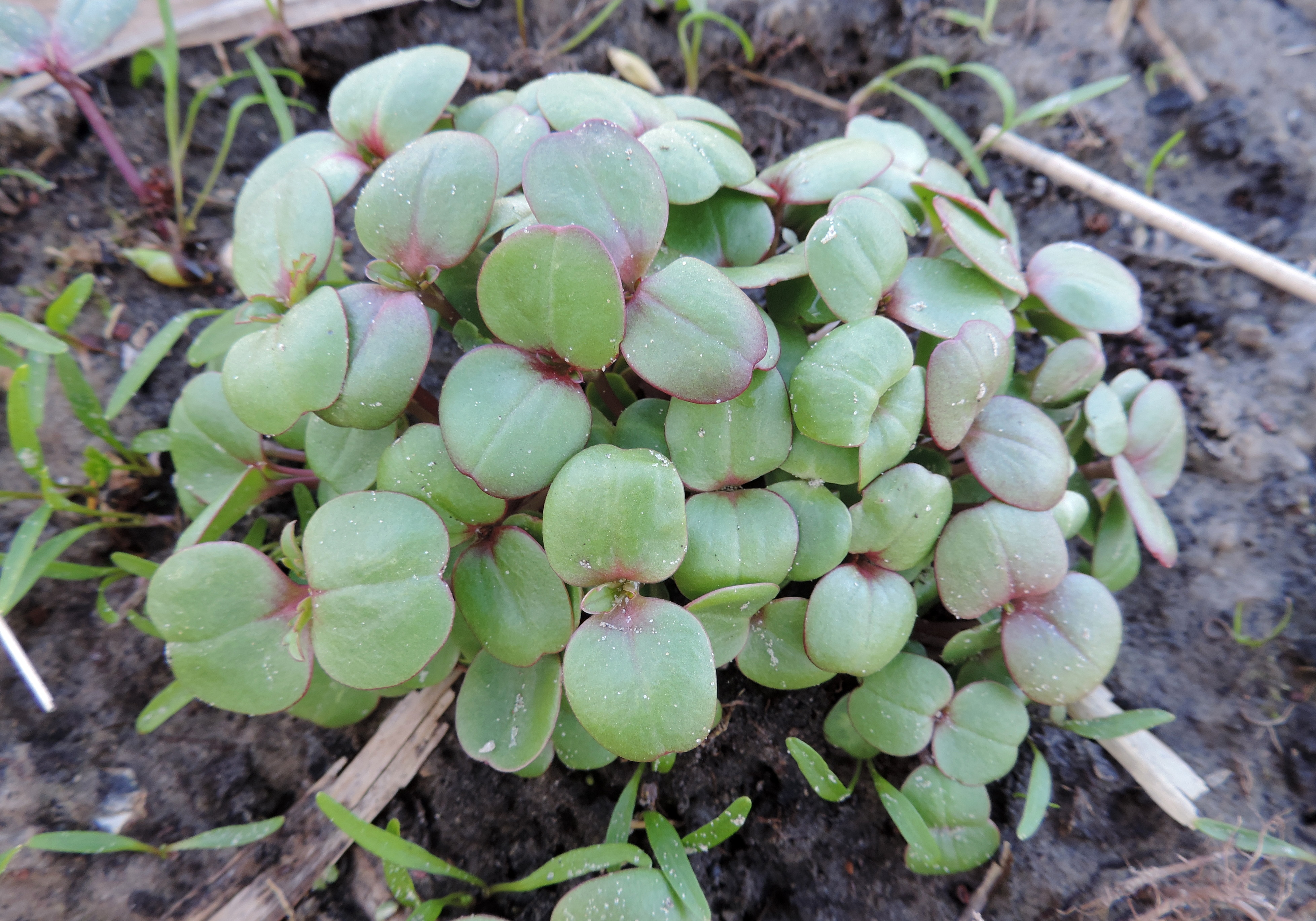
Siewki niecierpka gruczołowatego w kwietniu

### Rozwój
Roślina jednoroczna, rozmnażająca się wyłącznie generatywnie, tj. za pomocą nasion. Cechuje się znaczną dynamiką liczebności populacji – w różnych latach potrafi wystąpić masowo dominując w zajmowanych zbiorowiskach, w innych wykazuje się ogromną regresją liczebności.
Kiełkowanie i wzrost
Nasiona nie tworzą trwałego banku nasion – zachowują zdolność kiełkowania tylko przez rok, maksymalnie 18 miesięcy (w drugim roku żywotność zachowuje mniej niż 5% nasion). W bardzo sprzyjających warunkach (przy stałej, znacznej wilgotności) część nasion może zachować zdolność do kiełkowania nawet przez 5 lat. Kiełkować mogą także nasiona morfologicznie niedojrzałe. O ile krótkotrwałe podtopienia nasiona znoszą dobrze i woda przyczynia się do ich rozprzestrzenienia, o tyle podtopienie trwające ponad tydzień znacząco ogranicza zdolność nasion do kiełkowania. W celu przerwania fazy spoczynku nasion konieczna jest ich stratyfikacja – schłodzenie do 4 °C przez co najmniej 45 dni (bez przechłodzenia kiełkuje tylko 3% nasion). Nasiona cechują się wysoką zdolnością kiełkowania – kiełkuje do 80% nasion, a w warunkach laboratoryjnych blisko 100%. Kiełkowanie jest epigeiczne i następuje w lutym–kwietniu (wcześniej na obszarach o łagodniejszym, oceanicznym klimacie, później w klimacie bardziej kontynentalnym). Po 12–18 dniach rozwija się pierwszy korzeń boczny i znacząco wydłuża się hipokotyl (osiąga co najmniej 3 cm długości). Po czterech tygodniach od rozpoczęcia kiełkowania łupina nasienna jest odrzucana i rozwijają się liścienie. Osadzone są one na nagich ogonkach długości 0,3–1 cm, a ich naga i kolista blaszka o nieco zbiegającej nasadzie i wciętym wierzchołku osiąga od 1,5 do 2,5 cm długości. Epikotyl osiąga od 0,5 do kilku cm długości. Siewki pojawiają się masowo w kwietniu i szybko rosną. Kiełkowanie opisywane jest jako zsynchronizowane, dzięki czemu młode rośliny tworzą gęste, jednogatunkowe płaty ograniczając możliwość wzrostu roślinom konkurencyjnym. Pierwszy okółek liści właściwych składa się zazwyczaj z czterech liści, następny z trzech i dopiero z kolejnych węzłów wyrastają pary liści. Od skiełkowania do rozpoczęcia kwitnienia mija około 13 tygodni, wcześniej, po 10 tygodniach rośliny osiągają ok. 1,3 m wysokości (maksymalne tempo wzrostu sięga do 3 cm dziennie). W międzyczasie następuje znaczna śmiertelność młodych roślin (największa w maju i czerwcu), z początkowych zagęszczeń sięgających 350 siewek na 1 m² w fazie roślin dorosłych zagęszczenie spada zwykle do 20–70 roślin na 1 m² (maksymalnie sięgając ok. 170 osobników na 1 m²). W naturalnym zasięgu, prawdopodobnie z powodu większej presji naturalnych wrogów, zagęszczenie roślin zwykle jest mniejsze i nie przekracza 30 na 1 m². Największa zawartość biomasy nadziemnej tych roślin następuje w sierpniu i osiąga 10,5 Mg ha−1, a całej biomasy – 11,5 Mg ha−1 (rośliny te mają mały stosunek masy korzeni do pędów nadziemnych wynoszący 0,087).
Kwitnienie i zapylanie
Poszczególne rośliny kwitną przez około 12 tygodni. W obszarze naturalnego występowania gatunek zakwita od lipca do sierpnia, jednak w warunkach Europy Środkowej kwitnienie przypada na okres od czerwca do października. W miejscach ocienionych kwitnienie jest opóźnione o ok. dwa tygodnie. Kwiaty wydzielają duże ilości nektaru gromadzącego się w ostrodze tylnej działki kielicha. Kwiaty pachną słodko, choć mdło, zapach określany jest też jako balsamiczny. Zapylane są przez bzygowate i pszczoły.
Rozsiewanie
Owocowanie rozpoczyna się od połowy lipca. Dojrzałe owoce pękają przy dotknięciu gwałtownie wyrzucając nasiona na odległość do 3–5 m, rzadko nawet do 7 m (w zależności od wysokości rośliny i siły wiatru). W miejscach, gdzie gatunek rośnie masowo na 1 m² może znaleźć się ok. 32 tysięcy nasion. Diaspory, którymi mogą być zarówno same nasiona, jak i owoce oraz fragmenty roślin z owocami, rozprzestrzeniane są na większe odległości przez wodę i przenoszone są przez ludzi wraz z glebą (np. podczas prac hydrotechnicznych, oczyszczaniu rowów, budowie wałów przeciwpowodziowych, także na kołach pojazdów). Prawdopodobnie nasiona transportowane są także przez mrówki (myrmekochoria) i drobne gryzonie. Gatunek rozprzestrzenia się średnio na odległość do 5 km w ciągu roku.
Istotny wpływ na rozprzestrzenianie gatunku ma człowiek. Mimo inwazyjnego statusu gatunku, jego nasiona wciąż można nabyć w Internecie. Roślina wysiewana jest przez pszczelarzy (jako miododajna) oraz wprowadzana do uprawy jako ozdobna.

### Genetyka i cechy fitochemiczne
Liczba chromosomów 2n = 18, 20. Zawartość haploidalnego genomu (1C DNA) wynosi 1–2 pg (2–3 pg dla 2C DNA). Zróżnicowanie genetyczne populacji i gatunku nie jest znane, choć różnobarwne kwiaty wskazywać mogą na dużą jego plastyczność pod tym względem.
Roślina nie jest trująca, choć w smaku jest gorzka.

## Ekologia

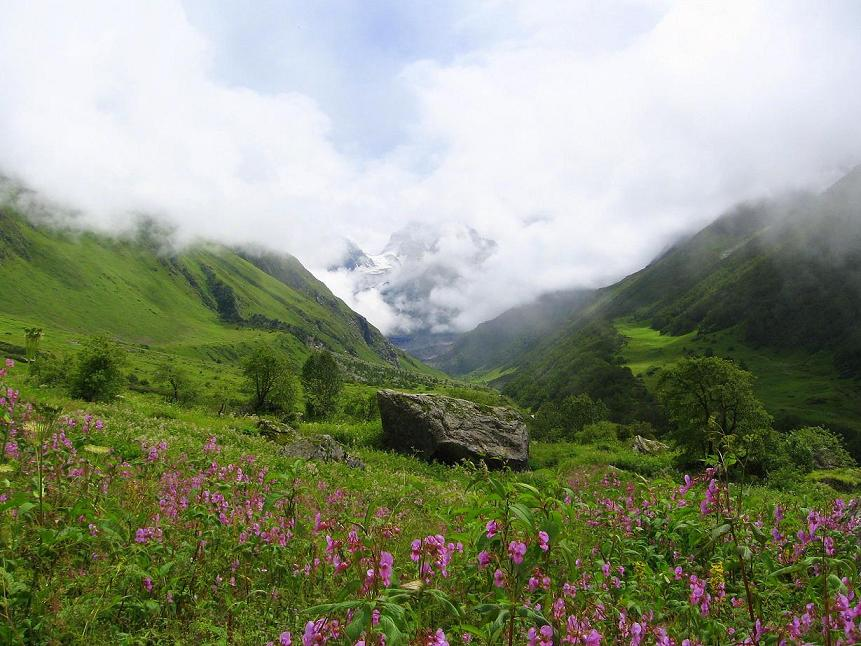
Niecierpek gruczołowaty w rodzimym obszarze występowania w Parku Narodowym Doliny Kwiatów w Indiach

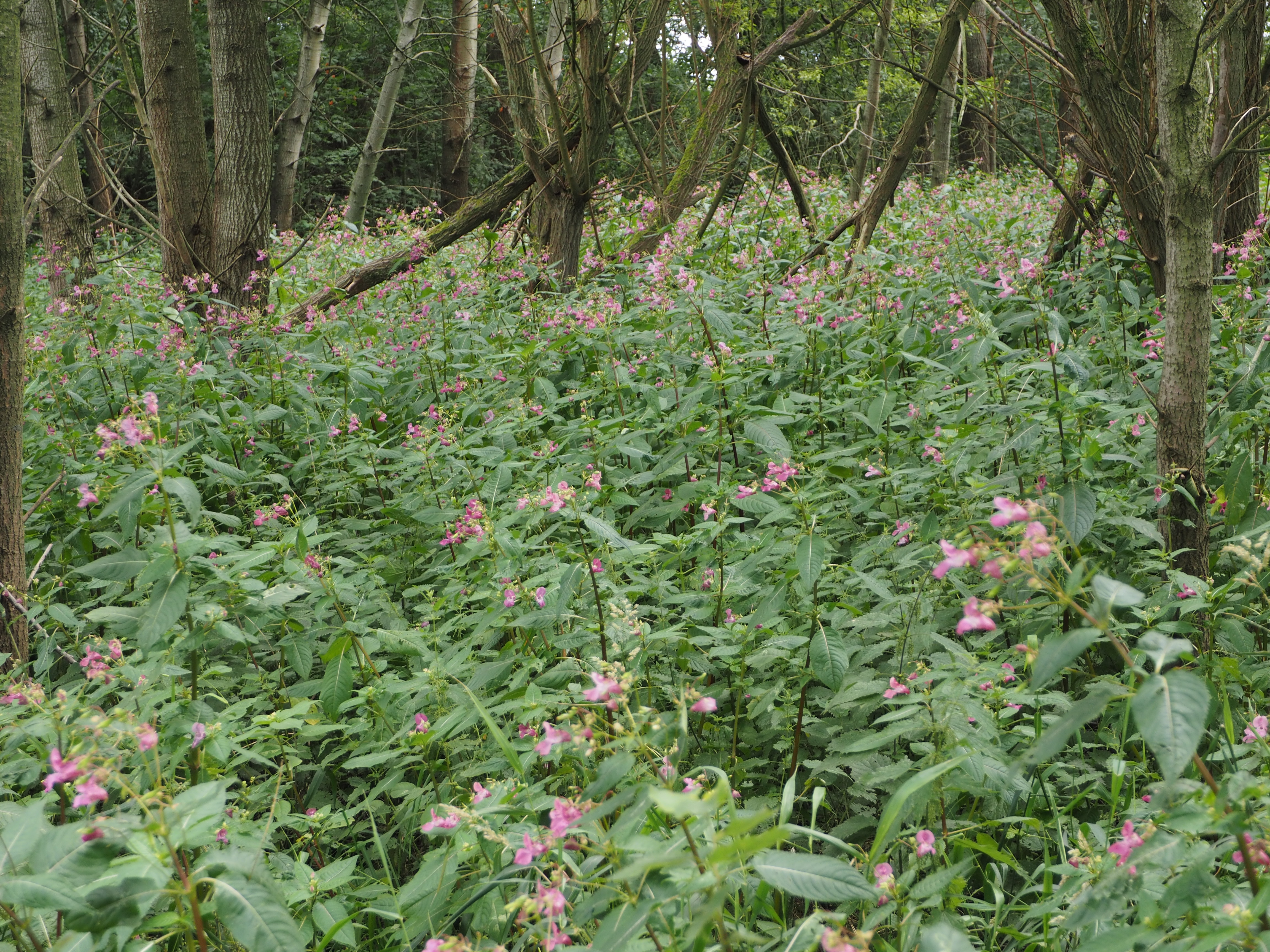
Niecierpek gruczołowaty masowo rosnący w runie lasu łęgowego (Niemcy)

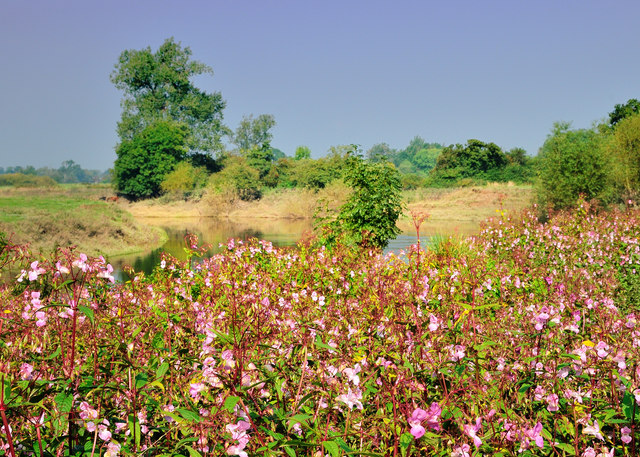
Zbiorowisko niecierpka nad brzegiem rzeki (Anglia)

### Wymagania siedliskowe
O siedliskach i towarzyszącej roślinności niecierpka gruczołowatego w jego naturalnym obszarze występowania niewiele jest szczegółowych informacji, co wiązane jest ze znikomym znaczeniem ekonomicznym tego gatunku w tym rejonie. Źródła różnią się podając zajmowane przez ten gatunek w Himalajach siedliska, przy czym najczęściej wymieniane są skraje lasów i górskie łąki, poza tym: wilgotne i zalewowe lasy, ich obrzeża i polany, ziołorośla nad strumieniami i na stokach, także obrzeża pól i sąsiedztwo rowów przydrożnych. Co znamienne – w swojej ojczyźnie gatunek na stanowiskach rośnie zwykle w liczbie do kilkudziesięciu egzemplarzy, a poszczególne rośliny nie przekraczają zazwyczaj 1,5 m wysokości. Różnice w wyglądzie roślin w obszarze naturalnego występowania i w Europie wiązane są z dostępnością i zajmowaniem w tej drugiej siedlisk bardziej żyznych niżeli w ojczyźnie.
W Europie występuje często masowo, najobficiej nad rzekami, jeziorami, kanałami i rowami, na terenach zalewowych, na skrajach lasów łęgowych i w ziołoroślach nadrzecznych. Poza tym rośnie w miejscach zaburzonych przez człowieka; na wilgotnych terenach ruderalnych, w obrębie miejscowości, na przydrożach i przytorzach, wysypiskach, także na wilgotnych łąkach i skrajach pól. W Ameryce Północnej zajmuje podobne siedliska, przy czym wydaje się być tu mniej uciążliwy. O ile na terenach zalewowych tworzyć może trwałe populacje, o tyle w obrębie miejscowości zdarza się często, że rośliny dziczejące z czasem zanikają bezpotomnie. Rośliny tworzą często jednogatunkowe płaty, przy czym największe rozmiary osiągają zwykle w centrum płatu (2 m i więcej), podczas gdy na obrzeżach są zazwyczaj znacznie mniejsze.
Gatunek ten wymaga siedlisk wilgotnych. Rośnie na różnych typach gleb (zarówno mineralnych, w tym na kamieniskach i żwirach z osadów rzecznych, na namułach, jak i na torfie, rozwija się zarówno na glebach żyznych, jak i ubogich). Rośnie na podłożu o pH w granicach 4,5–7,7. Do zasiedlenia wymaga zaburzenia dotychczasowej pokrywy roślinnej i odsłonięcia gleby (np. po wywrocie drzewa lub zimowym zalewie). Jest gatunkiem tolerancyjnym w stosunku do warunków świetlnych – rośnie zarówno w miejscach zacienionych, jak i w pełnym słońcu. Dobrze znosi zacienienie, ale tylko gdy redukcja światła dziennego nie przekracza 30%, ponieważ w gorszych warunkach świetlnych rozwija się słabiej. Źle znosi suszę i w takich warunkach szybko więdnie. Na obszarach, gdzie jest inwazyjny jest także nietolerancyjny wobec niskich temperatur – pierwsze jesienne mrozy zabijają rośliny, podobnie późne przymrozki niszczą siewki. Odmiennie opisywana jest sytuacja w obrębie rodzimego zasięgu w Himalajach na wysokości 4000 m n.p.m., gdzie rośliny tego gatunku cechują się znaczną odpornością na spadki temperatur. Znaczną śmiertelność młodych roślin powodować mogą także ulewne deszcze. Zwiększanie się stężenia dwutlenku węgla oraz wzrost temperatur stymuluje wzrost i rozprzestrzenianie tego gatunku – jego zasięg na północy i w górach zwiększa się pod wpływem globalnego ocieplenia.
Warunki siedliskowe istotnie wpływają na budowę roślin. W miejscach suchszych i silniej nasłonecznionych są one mniejsze i mniejsza jest ich powierzchnia liści.

### Interakcje międzygatunkowe
W obszarze naturalnego występowania niecierpek gruczołowaty podawany jest ze zbiorowisk wysokich roślin zielnych tworzących się w kompleksach roślinności z zaroślami, pastwiskami i lasami z cedrem himalajskim. Zbiorowiska z tym gatunkiem są na ogół ubogie gatunkowo. Rośnie w towarzystwie Polygonum polystachum lub tworzy przemieszane płaty z innymi niecierpkami: Impatiens radiata, I. scabrida i I. sulcata. Występuje także w sąsiedztwie dzikich jabłoni Malus, konopi Cannabis i traw.
W Europie w zależności od dynamicznie zmiennych warunków siedliskowych na terenach zalewowych liczebność tego gatunku w różnych latach jest bardzo różna. Często występuje masowo, istotnie zmieniając fizjonomię zarówno ekosystemów naturalnych i półnaturalnych, jak i silnie przekształconych. Zbiorowiska roślinne z dominacją tego gatunku określane bywają jako zespół roślinności Impatienti-Calystegietum. Poza tym jednak niecierpek wnika do ziołorośli nadrzecznych, szuwarów mannowych i trzcinowych oraz łęgów nadrzecznych wierzbowych i olszowych, rośnie też w innych lasach liściastych i nawet iglastych, zawsze jednak w miejscach wilgotnych. Wkracza także na świeże łąki z rajgrasem wyniosłym oraz do ziołorośli z wierzbownicami i lepiężnikiem różowym. W najniżej położonej strefie brzegowej rośnie w zbiorowiskach namuliskowych z uczepami i rdestami.
Ze względu na preferencję siedlisk bardzo żyznych i wilgotnych, jest konkurencyjny dla grupy pospolitych gatunków rosnących w takich miejscach, zwłaszcza dla pokrzywy zwyczajnej. Poza pokrzywą, wspólnie z niecierpkiem rosną najczęściej: kielisznik zaroślowy, przytulia czepna, podagrycznik pospolity, gwiazdnica gajowa i jasnota plamista. Równoczesny, masowy i szybki wzrost siewek, a następnie młodych roślin bardzo ogranicza rozwój roślin konkurencyjnych. Przyczynia się do tego także wysokie wysycenie łodyg celulozą i hemicelulozami, przez co w miejscach masowego występowania tego gatunku gromadzą się suche pędy utrudniające rozwój innym roślinom.
Negatywne oddziaływanie dotyczy zwłaszcza roślin wieloletnich i kwitnących latem, podczas gdy wpływ konkurencyjny na gatunki wiosenne jest ograniczony. Ograniczanie rozwoju roślin wieloletnich skutkuje narażeniem brzegów wód na silniejszą erozję, zwłaszcza w okresie jesienno-zimowym. Niejasne i sprzeczne są też wyniki analiz oddziaływań allelopatycznych. Niektórzy autorzy uważają ponadto, że wpływ tego gatunku na różnorodność gatunkową jest stosunkowo łagodny, m.in. dlatego że współwystępuje i konkuruje często z innymi gatunkami inwazyjnymi. Współtworzy zbiorowiska z takimi gatunkami obcymi jak: kolczurka klapowana, słonecznik bulwiasty, nawłoć późna, barszcz Sosnowskiego, Stenactis strigosa, a także z rdestowcami i licznymi gatunkami astrów. Wspólnie z nimi znacznie przekształca krajobraz europejskich dolin rzecznych.
Stwierdzono, że masowy rozwój niecierpka zmniejsza zróżnicowanie gatunków rodzimych na siedliskach terenów aluwialnych oraz utrudnia odnowienie lasu. Ze względu na dużą skuteczność wabienia zapylaczy (kwiaty tego gatunku wytwarzają dużo więcej nektaru niż jakikolwiek gatunek rodzimy w Europie Środkowej) i masowe kwitnienie – pogarsza warunki dla zawiązywania owoców i nasion przez rodzime gatunki owadopylne, zwłaszcza rodzimego niecierpka pospolitego. W tym kontekście wskazuje się także na ryzyko obniżenia plonowania roślin uprawnych w sąsiedztwie stanowisk niecierpka gruczołowatego (poprzez odciąganie od nich zapylaczy). Duża produkcja nektaru oraz masowe występowanie mszyc sprzyjają występowaniu żywiących się nimi owadów. Z drugiej strony wypieranie wielu gatunków roślin rodzimych pogarsza warunki występowania owadów mono- i oligofagicznych. W miejscach opanowanych przez niecierpka stwierdzono znaczne zubożenie nadziemnych zbiorowisk chrząszczy i pluskwiaków różnoskrzydłych, choć nie zarejestrowano zubożenia fauny owadów żyjących w glebie. Niektórzy autorzy wskazują na nieznaczny wpływ inwazji niecierpka na zróżnicowanie gatunkowe towarzyszących roślin (zmiany dotyczą tylko ich pokrycia) i to, że usunięcie niecierpka pozwala na skuteczną regenerację roślinności, co różni ten gatunek od innych inwazyjnych przybyszów podobnych pod względem rozmiarów i zajmowanych siedlisk.
Mikoryza arbuskularna u tego gatunku stwierdzana jest rzadko, chociaż liczne gatunki grzybów rosną na niecierpku jako epifity. Do czynników ryzyka związanego z inwazją tego gatunku zalicza się negatywny wpływ na mikoryzę i w efekcie osłabienie wzrostu niektórych gatunków drzew.
W obrębie naturalnego zasięgu rośliny tego gatunku są często atakowane przez fitofagi i grzyby. W kontekście zwalczania gatunku metodami biologicznymi na obszarach, gdzie dokonał inwazji, potencjalnie istotne znaczenie ma odkrycie rdzy (Puccinia komarovii var. glanduliferae) atakującej wybiórczo ten gatunek niecierpka.
Na roślinach rosnących w Europie żerują często mszyce zawleczone ze wschodniej Azji wraz z niecierpkiem drobnokwiatowym – Impatientinum asiaticum. Znaczne szkody spowodować mogą jednak ślimaki żerujące na młodych roślinach. Na roślinach stwierdzano także żerowanie mszycy burakowej Aphis fabae, Impatientinum balsamines, gąsienic zmrocznika gładysza Deilephila elpenor, muchówek Phytoliriomyza melampyga oraz wymagających dalszych badań innych owadów z rodzin: mszycowatych, skoczkowatych, zażartkowatych, ryjkowcowatych, stonkowatych i miniarkowatych i zawisakowatych. Żerowanie owadów nie wpływa jednak znacząco na kondycję roślin.
Gatunek ten dobrze znosi zgryzanie, koszenie i inne uszkodzenia pędu – wypuszcza nowe pędy kwitnące i owocujące. Także niewielkie, słabo rosnące okazy zawiązują kwiaty i owoce.

## Zmienność
Powszechna jest duża zmienność barw kwiatów u tego gatunku. Wyróżnia się trzy formy barwne: albida (Hegi) B. Boivin, pallidaflora Weath. i glandulifera Vahl.
Nie są znane mieszańce tego gatunku z innymi.

## Zastosowanie
Gatunek uprawiany jest jako roślina ozdobna w ogrodach ze względu na efektowne, barwne kwiaty. Bywa także wysiewany przez pszczelarzy i miłośników motyli, ponieważ dostarcza dużo nektaru i pyłku. Nasiona są jadalne i zbierane są jako pokarm w Nepalu. Tłoczony z nich olej wykorzystywany jest tam w kuchni. W północnych Indiach roślina wykorzystywana była wraz z Arisaema flavum do kuracji po ukąszeniach przez węże. Rośliny niecierpka zjadane są przez bydło, ale nie jest znana ich wartość pastewna.
Niezależnie od zastosowań gatunku, ze względu na jego inwazyjność, postulowane jest prowadzenie działań edukacyjnych mających na celu ograniczenie jego uprawy.
Roślina miododajna

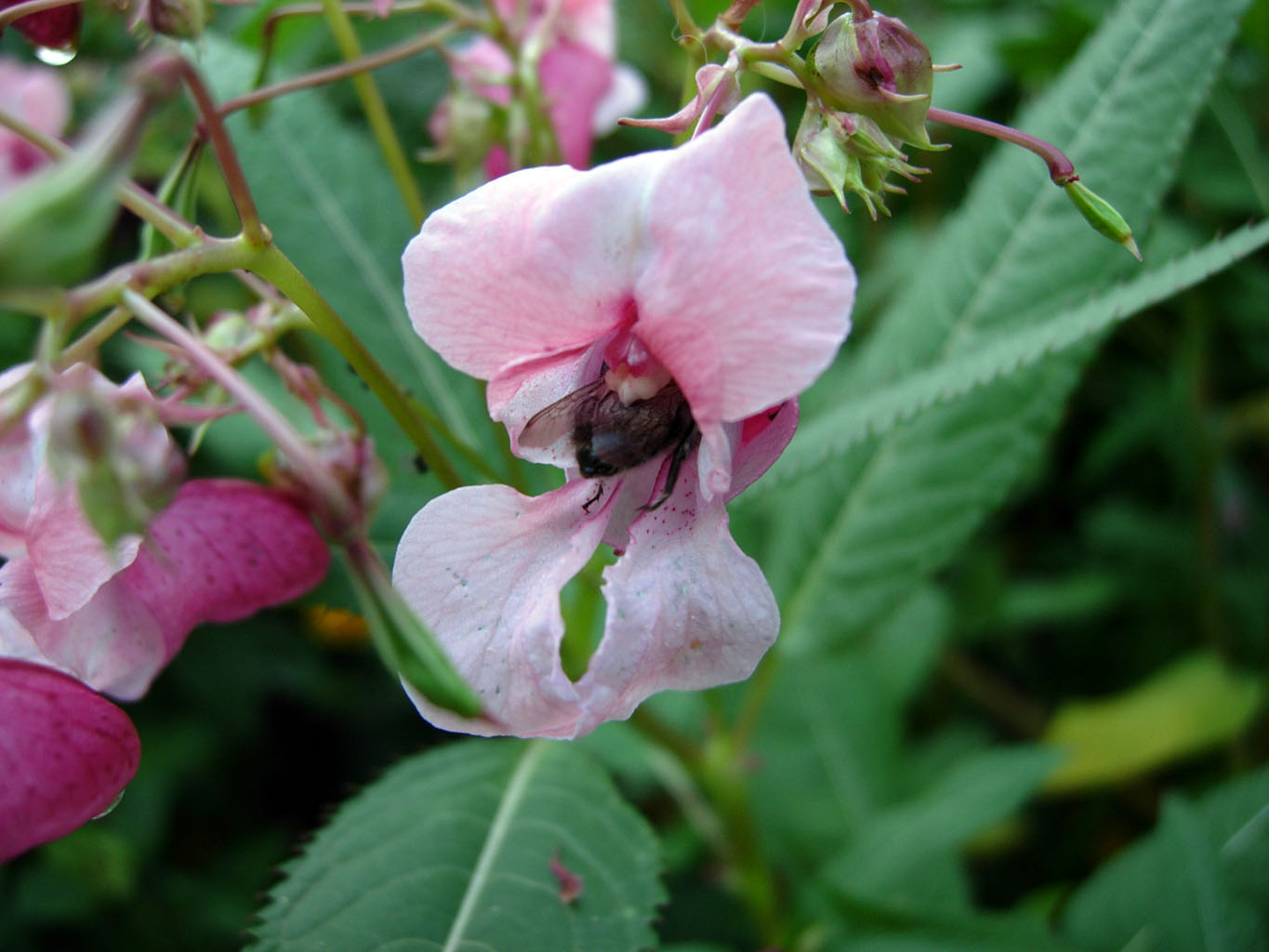
Owad korzystający z nektaru chowa się niemal w całości wewnątrz kwiatu

Niecierpek gruczołowaty określany jest jako roślina wartościowa dla poprawy pożytków pszczelich. Cechuje się wysoką wydajnością miodową sięgającą 700 kg z ha oraz pyłkową – 400 kg z ha. W jednym kwiecie powstaje 0,47 ± 0,12 mg węglowodanów na godzinę, podczas gdy żaden gatunek rodzimy w Europie Środkowej nie wytwarza ich więcej niż 0,3 mg. Rośliny cenione są także ze względu na długi okres kwitnienia – trwający od lipca do pierwszych przymrozków. Początkowo kwiaty odwiedzane są głównie przez trzmiele, później jednak przeważają pszczoły, korzystające z tych kwiatów przez cały dzień od wczesnych godzin rannych do wieczora.

## Uprawa
Nasiona wysiewa się w marcu – kwietniu w ciepłym inspekcie. Na miejsce stałe wysadzać należy rośliny w końcu maja (po ostatnich przymrozkach). Roślina wymaga gleby żyznej, próchniczej, dostatecznie wilgotnej. W miejscach uprawy zwykle sama się rozsiewa. Unikać należy sadzenia w miejscach eksponowanych na wiatr. Roślina nie nadaje się na kwiat cięty. Zaleca się usuwanie roślin, gdy zaczynają nieładnie wyglądać pod koniec sezonu wegetacyjnego, co jednak ze względu na wciąż zawiązywane wówczas jeszcze owoce przyczyniać się może do ich rozprzestrzeniania poza miejsca uprawy.

## Stan prawny
Niecierpek gruczołowaty w licznych krajach europejskich oraz stanach USA jest uznawany za inwazyjny i podejmowane są działania w celu jego zwalczania. W stanie Connecticut wprowadzono prawny zakaz jego uprawy, w Oregonie i Waszyngtonie uznany jest za gatunek kwarantannowy i podlega urzędowemu zwalczaniu. Gatunek ujęty jest na liście inwazyjnych gatunków stwarzających zagrożenie dla Unii Europejskiej, analogicznie ujęty także w polskim prawie. Na mocy ustawy z dnia 11 sierpnia 2021 r. o gatunkach obcych zakazuje się wprowadzania do środowiska oraz przemieszczania w środowisku tego gatunku.

## Zwalczanie
Ze względu na silną inwazyjność gatunku postulowane jest kontrolowanie jego obrotu handlowego, ograniczenie stosowania i niezwłoczne podejmowanie zwalczania, zanim roślina opanuje rozległe obszary. Unikać należy transportu roślin z owocami i przemieszczania gleby (wykonywania prac ziemnych) w rejonach jego występowania.
Zwalczanie skuteczne musi być na stanowiskach powtarzane corocznie przez dwa–trzy lata. Zalecane jest zwalczanie mechaniczne – wyrywanie i koszenie roślin. Ze względu na zdolność do regeneracji należy rośliny usuwać w całości lub kosić w terminie znacznie ograniczającym możliwość wydania nowych pędów owocujących – optymalnie na początku kwitnienia (zwykle w lipcu). Ze względu na zdolności regeneracyjne roślin i długi okres kwitnienia rekomendowane jest 5–7-krotne powtarzanie zabiegów na stanowiskach w trakcie sezonu). Usuwane pędy niecierpków zaleca się składować na miejscu w niewielkich pryzmach. Z założenia zabiegi realizowane powinny być przed owocowaniem, jednak w przypadku stwierdzenia owoców należy je zabezpieczyć przed rozsianiem (umieścić w worku foliowym i oddzielić od rośliny) i uniemożlić im rozsianie się poprzez zakopanie na głębokości co najmniej 50 cm. Jako skuteczne bywa też uznawane spasanie roślin przez zwierzęta roślinożerne, chętnie zgryzające niecierpka. Metoda ta ma też szereg wad związanych z ograniczeniami w dostępności stosowania wypasu, ryzykiem niszczenia gleby i roślinności, zakażenia zwierząt motylicą wątrobową. Stosowanie herbicydów podlega regulacjom krajowym i jest niezalecane na terenach zalewowych i w pobliżu otwartych wód. Ze względu na specyfikę zajmowanych siedlisk, skuteczne wyeliminowanie gatunku wymaga systematycznego zwalczania realizowanego kolejno wzdłuż dolin cieków od ich górnego biegu w kierunku ujścia. Istotne jest też w przypadku zwalczania tego gatunku usuwanie rosnących w tych samych miejscach innych inwazyjnych gatunków obcych, chętnie kolonizujących stanowiska po usunięciu niecierpka. 
Zwalczanie gatunku realizowane jest w skali lokalnej. Koszt zwalczenia gatunku w Anglii i Walii szacowany był w 2006 roku na 210–240 milionów euro. W Polsce prace nad usuwaniem tego gatunku prowadzone są w parkach narodowych.